# Nazionale maschile di pallacanestro di Montserrat
La nazionale di pallacanestro di Montserrat è la rappresentativa cestistica di Montserrat ed è posta sotto l'egida della Federazione cestistica di Montserrat.